# Jim Beglin
James Martin "Jim" Beglin (født 29. juli 1963 i Waterford, Irland) er en irsk tidligere fodboldspiller (venstre back)..
Efter at have startet sin karriere hos Shamrock Rovers i hjemlandet skiftede Beglin i 1983 til Liverpool i England, hvor han spillede de følgende seks år. Her var han med til at vinde en lang række titler, blandt andet tre engelske mesterskaber og to FA Cup-titler.
For det irske landshold spillede Beglin 15 kampe i perioden 1984-1987.

## Titler
Engelsk mester
- 1984, 1986 og 1988 med Liverpool

FA Cup
- 1986 og 1989 med Liverpool